# Willi Hüglin
Wilhelm Hüglin (* 30. März 1926 in Herbolzheim; † 31. Juli 2013 in Baden-Baden) war ein deutscher Politiker der SPD.

## Leben
Willi Hüglin wurde als zweites von sieben Kindern von Elisabeth und Julius Hüglin geboren. Vater und Mutter betrieben die Wirtschaft „Zur Tanne“ in Herbolzheim. Am 27. Januar 1944 beantragte er die Aufnahme in die NSDAP und wurde zum 20. April desselben Jahres aufgenommen (Mitgliedsnummer 9.732.862). Zum Kriegsende geriet er in englische Gefangenschaft, wurde aber aufgrund seiner Jugend bald nach Hause geschickt. Nach Kriegsende begann er in Freiburg ein Lehramts-Studium mit den Fächern Deutsch, Französisch und Geschichte. Nach Studium und Referendariat wurde Willi Hüglin Assessor in Rastatt. 
In den Jahren 1964 bis 1969 unterrichtete er am Colegio Alexander von Humboldt, der deutschen Schule in Lima. Hüglin unterrichtete anschließend wieder am Gymnasium Hohenbaden. Im Jahr 1972 zog er für die SPD in den Landtag von Baden-Württemberg ein, dem er in der 6. Wahlperiode bis 1976 angehörte. Von 1975 bis 1976 war er Stadtrat in Baden-Baden.
Von 1976 bis 1981 war er Vizerektor der Deutschen Schule in Quito. Bei seiner Rückkehr 1981 übernahm er den Vorsitz des SPD-Stadtverbandes Baden-Baden und war von 1984 bis 1985 erneut Stadtrat, bis er im Jahr 1985 zum Schulleiter des Colegio Weberbauer in Lima berufen wurde. Dieses Amt bekleidete er bis zur Pensionierung 1991. Er starb am 31. Juli 2013 in der Stadtklinik Baden-Baden.